# 卡約區
卡约区（英語：Cayo District），是伯利茲的6個之一，位於該國西部，首府設於聖伊格納西奧，北接橘園區，東鄰伯利茲區和斯坦克里克區，南毗托萊多區，西臨危地馬拉，面積5,338平方公里，2005年人口約66,800。
貝里斯的首都貝爾墨潘位於此區之內。

## 外部連結
- Map （页面存档备份，存于）
- GoToCayoBelize.com （页面存档备份，存于）

16°50′N 88°55′W / 16.833°N 88.917°W